# Muregina
Muregina is een geslacht van weekdieren uit de klasse van de Gastropoda (slakken).

## Soort
- Muregina lugubris (Broderip, 1833)